# Muzeum Lotnictwa Dalekiego Zasięgu i Lotnictwa Strategicznego w Połtawie
Muzeum Lotnictwa Dalekiego Zasięgu i Lotnictwa Strategicznego w Połtawie – powstałe we wrześniu 2016 roku lotnicze muzeum wojskowe w Połtawie na Ukrainie, poświęcone lotnictwu dalekiego zasięgu i lotnictwu strategicznemu.
Muzeum znajduje się na lotnisku w pobliżu ukraińskiego miasta Połtawa. Muzeum powstało na terenie dawnej bazy lotniczej bombowców strategicznych. Lotnisko powstało w latach 20. XX wieku jako pierwsze lotnisko ukraińskich linii lotniczych, po II wojnie światowej natomiast, zostało przekształcone w bazę 185. Pułku Ciężkich Bombowców Gwardii. Choć formalnie muzeum utworzono w 2016 roku, pierwsze samoloty zaczęto eksponować w pobliżu budynków szkoleniowych w 1987 roku.
Muzeum składa się obecnie kilku otwartych hal wystawowych, które opowiadają historię ciężkiego bombardowania, działań przeciwlotniczych, artylerii i jednostek wojskowych, które obsługiwały lotnisko od czasów radzieckich do dnia dzisiejszego. Jego ekspozycja obejmuje śmigłowce, samoloty transportowe i myśliwskie, a także gamę bombowców Tupolew, Suchoj i Antonow, w tym Tu-160 „Biały Łabędź” (NATO: Blackjack) i jedyny pozostały samolot Tu-95MS (NATO: Bear) w posiadaniu przez Ukrainę.